# بورگوئبوس
بورگوئبوس (به فرانسوی: Bourguébus) یک کمون در فرانسه است که در canton of Bourguébus واقع شده‌است. بورگوئبوس ۵٫۵۲ کیلومتر مربع مساحت دارد ۵۰ متر بالاتر از سطح دریا واقع شده‌است.